# Отворена врата
Отворена врата је српска хумористичка телевизијска серија, чије су прве две сезоне емитоване 1994. и 1995, трећа 2013, први део четврте сезоне 2014. те други део четврте сезоне 2024. године. Снимљена је у продукцији Монте ројал пикчерса, Радио телевизије Србије (прва и друга сезона) и Прве српске телевизије (трећа и четврта сезона).
Серија приказује живот савремене грађанске породице у Београду, у току деведесетих година 20. века и раног 21. века и састоји се од 70 епизода. Приказивање последњих десет епизода 4. сезоне је одложено 2014. године. Наставак емитовања је уследио тек након десет година, када је објављено да ће се преосталих десет епизода 4. сезоне премијерно објавити (почевши од 4. октобра 2024. године) на Јутјуб каналу Монте ројал пикчерса. Карактеристична је по великом броју сценариста и редитеља.

## Радња
Катарина Анђелић је, како сама каже, постмодерниста и хуманиста. Она се бави вајарством, али њени радови су одвећ бизарни (укључујући скулптуру са три главе Јосипа Броза Тита и усисивачем, огромну муву направљену од металних делова...) да би привукли пажњу правих уметника. Заједно са њом у стану живе њена деца Војкан и Милица, брат Светислав звани Бата, као и његова ћерка Ана. Свакодневицу необичне породице чине комшиница Ангелина Савић и Милорад Угриновић Кекец (који је заљубљен у Цакану). Прича прати покушаје Драгослава Јаковљевића, Цаканиног бившег мужа, да јој се врати. Она га је најурила јер ју је варао, али га још увек воли. Такође су ту и стални покушаји Светислава да брзо и лако заради новац, Војканове болести, Миличини политички проблеми...
Двадесет година касније. Драгослав је реновирао стан у којем је живео са сином Војканом, како би убедио бившу жену Катарину да се усели у тај стан који је концептуално—уметнички простор, осмишљен само за њу. Али и Светислав и Ана су остали без стана, па се усељавају пре Катарине. Ствари се не одвијају како је Драгослав планирао...

## Улоге
|  | Глумац/глумица се појављује у целој серији.                              |
|  | Глумац/глумица се појављује само у првој и другој сезони (1994—1995).    |
|  | Глумац/глумица се појављује само у трећој и четвртој сезони (2013—2014). |

### Главне улоге
| Катарина Анђелић          | Весна Тривалић      | Главни   | Главни   | Главни | Главни | Главни |        |        |
| Драгослав Јаковљевић      | Милан Гутовић       | Главни   | Главни   | Главни | Главни | Главни |        |        |
| Војислав Јаковљевић       | Никола Ђуричко      | Главни   | Главни   | Главни | Главни | Главни |        |        |
| Милица Јаковљевић         | Софија Јовић        | Главни   | Главни   | Главни | Главни | Главни |        |        |
| Светислав Анђелић         | Богдан Диклић       | Главни   | Главни   | Главни | Главни | Главни |        |        |
| Ана Анђелић               | Бојана Маљевић      | Главни   | Главни   | Главни | Главни | Главни |        |        |
| Милорад Угриновић         | Зоран Цвијановић    | Главни   | Главни   | Главни | Главни | Главни |        |        |
| Ангелина Савић            | Оливера Марковић    | Главни   | Главни   | арх.   |        |        |        |        |
| Томислав Павловић         | Власта Велисављевић | Епизодни | Епизодни | Главни | Главни | Главни | Главни | Главни |
| Кети Јаковљевић           | Теодора Јелисавчић  |          |          | Главни | Главни | Главни | Главни |        |
| Пролетанка Павичевич Лета | Аница Добра         |          |          | Главни | Главни | Главни | Главни |        |

### Епизодне улоге
| Глумац                               | Улога                                            |
| ------------------------------------ | ------------------------------------------------ |
| Бранимир Брстина                     | Константин де Систи Koча                         |
| Мира Ступица                         | Кристина Тробозић                                |
| Растко Лупуловић                     | Миланче                                          |
| Душанка Стојановић                   | Дада                                             |
| Бранислав Лечић                      | др Газивода                                      |
| Драгомир Фелба                       | деда Страја                                      |
| Предраг Лаковић                      | Чедомир Алексић                                  |
| Ерол Кадић                           | доктор из хитне помоћи                           |
| Јосиф Татић                          | Стеван                                           |
| Горан Даничић                        | Стојан                                           |
| Цвијета Месић                        | госпођа Мандић                                   |
| Тихомир Станић                       | тв-водитељ                                       |
| Драган Максимовић                    | Миодраг Тодоровић                                |
| Петар Краљ                           | лекар                                            |
| Оља Бећковић                         | медицинска сестра                                |
| Милан Ст. Протић                     | сам себе                                         |
| Драгољуб Љубичић                     | црногорски политичар са кишобраном               |
| Ратко Танкосић                       | Рица Канибал                                     |
| Бојана Ковачевић                     | Ликица Зиндовић                                  |
| Бранко Видаковић                     | Миодраг Зиндовић                                 |
| Драган Зарић                         | Енрико, Катаринин дечко                          |
| Радослав Миленковић                  | коцкар                                           |
| Миодраг Крстовић                     | коцкар Црногорац                                 |
| Светозар Цветковић                   | Алекса Продановић, Катаринин дечко               |
| Предраг Ејдус                        | Живојин Вова Дучић, песник                       |
| Миленко Павлов                       | Живојин Грујичић. члан фан клуба Вове Дучића     |
| Никола Пејаковић                     | Заре, Катаринин бивши дечко                      |
| Мирјана Карановић                    | Жана, клијенткиња Батине агенције                |
| Бранка Петрић                        | Борка, комшиница                                 |
| Милица Михајловић                    | Анка Црнотравка, естрадна уметница               |
| Милан Делчић                         | фронтмен групе "Ненормално прасе"                |
| Владимир Ђурић                       | члан групе "Ненормално прасе"                    |
| Никола Симић                         | Кристијан Зy/Жак Убипарип                        |
| Властимир Стојиљковић                | Антоније Мицић - Антоан, Кристинин бивши дечко   |
| Јасмина Иванишевић                   | Антоанета, Антонијева "ћерка"                    |
| Соња Савић                           | Заносна плавуша                                  |
| Драган Јовановић                     | Жућа                                             |
| Бранка Катић                         | Сандра, естрадна уметница                        |
| Радмила Живковић                     | тетка Буца Анђелић, Батина и Цаканина тетка      |
| Горица Поповић                       | Велика Боја Вурунџић, комшиница                  |
| Иван Зарић                           | Анин дечко/члан групе Коља Димитров Димке        |
| Растко Јанковић                      | члан групе Коља Димитров Димке                   |
| Светлана Милосављевић                | комшиница са јастуком                            |
| Живојин Миленковић                   | комшија                                          |
| Мића Томић                           | комшија воајер                                   |
| Душан Булајић                        | Хаџи Гутовић, лингвиста                          |
| Рената Улмански                      | тријанглисткиња                                  |
| Љубица Ковић                         | харфисткиња                                      |
| Татјана Лукјанова                    | челисткиња                                       |
| Драгослав Илић                       | пиколиста                                        |
| Славко Симић                         | пијаниста                                        |
| Драгољуб Милосављевић                | Ћирица, диригент                                 |
| Небојша Кундачина                    | поштар                                           |
| Бојан Жировић                        | млади поштар, приправник,                        |
| Драган Николић (сценариста и глумац) | комшија надри уметник Кошут Пец                  |
| Марко Стојиљковић                    | Кошутов син                                      |
| Бранислав Јеринић                    | инспектор                                        |
| Горан Султановић                     | Гундра, ујка Томин син                           |
| Давид Бакић                          | мали, Драгославов лажни ванбрачни син            |
| Мара Радуловић                       | Елизабета, Драгославова лажна ванбрачна ћерка    |
| Marciano Visente Vaz                 | генерал М'бонго, Анин ученик                     |
| Ocka Masahiko                        | господин Јамамото, представник бијенала у Токију |
| Philip Walker                        | Вејн Вилијамс, службеник амбасаде САД            |
| Драган Петровић                      | пуковник Тијанић                                 |
| Марко Баћовић                        | Жива, радник хитне помоћи                        |
| Љубиша Бачић                         | социјални радник                                 |
| Вук Костић                           | Иван Ђурић, Миличин дечко                        |
| Владан Дујовић                       | друг Тито (пацијент психијатријске болнице)      |
| Предраг Милинковић                   | болничар са психијатрије                         |
| Миле Станковић                       | носач 1                                          |
| Жељко Сантрач                        | носач 2                                          |
| Јасмина Аврамовић                    | клијенткиња Батине агенције за видовњаке         |
| Слободан Нинковић                    | Шуваковић, општинар                              |
| Предраг Милетић                      | табаџија 1                                       |
| Богдан Кузмановић                    | табаџија 2                                       |
| Деса Биоградлија                     | госпођа са псом                                  |
| Милош Берчек                         | дечак шаљивџија из комшилука                     |
| Милутин Мићовић                      | мајстор Зоран, бравар                            |
| Богољуб Динић                        | Мајстор за врата                                 |
| Гордан Кичић                         | Деливери Бој                                     |
| Ана Маљевић                          | Анђела Добродуш                                  |
| Милена Павловић                      | Госпођа Параграф                                 |
| Јелисавета Сека Саблић*              | Сајберета                                        |
| Нађа Секулић                         | Беба                                             |
| Тања Бошковић                        | Јадранка                                         |
| Ксенија Пајић                        | Александра Саша Протић, Анина мајка              |
| Катарина Марковић                    | Живани                                           |
| Петар Божовић                        | Нићифор                                          |
| Војислав Брајовић                    | Продуцент                                        |
| Бранислав Зеремски                   | Милан Радун                                      |
| Александар Срећковић                 | Лебац                                            |
| Лако Николић                         | Свештеник                                        |
| Милутин Мићовић                      | Бравар Зоран                                     |
| Ђорђе Бранковић                      | Обезбеђење 1                                     |
| Бранка Шелић                         | Миља Инкогнито ( жена Милана Радуна)             |
| Петар Божовић                        | теча Нићифор                                     |

- Јелисавета Сека Саблић појављивала се у две различите улоге. У првој сезони (епизода "Тринси систем") игра улогу пророчице Милијане, госта у ТВ емисији, док у другој сезони игра улогу Сајберете.

## Епизоде
Најавна шпица серије била је прва 3D шпица снимана и емитована у Србији, а прва и друга сезона су снимане само једном камером.

### Сезоне
| Сезона | Сезона | Епизода | Премијерно емитовање | Премијерно емитовање |
| Сезона | Сезона | Епизода | Почетак емитовања    | Завршетак емитовања  |
| ------ | ------ | ------- | -------------------- | -------------------- |
|        | 1      | 23      | 25. новембар 1994.   | 28. април 1995.      |
|        | 2      | 11      | 5. мај 1995.         | 14. јул 1995.        |
|        | 3      | 16      | 22. април 2013.      | 27. новембар 2013.   |
|        | 4      | 20      | 26. март 2014.       | 22. октобар 2024.    |

### Списак епизода
| Бр. еп. | Бр. еп. (сез) | Назив епизоде                         | Премијерно емитовање | Сценариста                                        | Редитељ              |
| --- | ------------- | ------------------------------------- | -------------------- | ------------------------------------------------- | -------------------- |
| Прва сезона                                                                                                   |               |                                       |                      |                                                   |                      |
| 1 | 1             | Моја породица                         | 25. новембар 1994.   | Милош Радовић, Биљана Србљановић                  | Милош Радовић        |
| 2 | 2             | Ја имам дете                          | 2. децембар 1994.    | Биљана Србљановић                                 | Милош Радовић        |
| 3 | 3             | Мама има дечка                        | 9. децембар 1994.    | Биљана Србљановић                                 | Милош Радовић        |
| 4 | 4             | Недеља је мамин 8. март               | 16. децембар 1994.   | Милош Радовић, Биљана Србљановић                  | Милош Радовић        |
| 5 | 5             | Психо-драма                           | 23. децембар 1994.   | Иван М. Лалић                                     | Милош Радовић        |
| 6 | 6             | Случај мистериозног Д-а               | 30. децембар 1994.   | Биљана Србљановић                                 | Милош Радовић        |
| 7 | 7             | Константин де Систи                   | 6. јануар 1995.      | Биљана Србљановић                                 | Милош Радовић        |
| 8 | 8             | Ја бих да се мало изблазирам до сутра | 13. јануар 1995.     | Биљана Србљановић                                 | Милош Радовић        |
| 9 | 9             | Ка Барбадосу пуним једрима            | 20. јануар 1995.     | Горан Марковић                                    | Горан Марковић       |
| 10 | 10            | Тринси систем                         | 27. јануар 1995.     | Александра Костадиновић                           | Мирослав Лекић       |
| 11 | 11            | Ртаћи из Кићблона                     | 3. фебруар 1995.     | Александра Костадиновић                           | Горан Марковић       |
| 12 | 12            | Отац Теодор                           | 10. фебруар 1995.    | Иван М. Лалић                                     | Милош Радовић        |
| 13 | 13            | Тајна црне руке                       | 17. фебруар 1995.    | Сара Коен (Деана Лесковар)                        | Мирослав Лекић       |
| 14 | 14            | Бонжур мадам                          | 24. фебруар 1995.    | Биљана Србљановић                                 | Михаило Вукобратовић |
| 15 | 15            | Чекајући Бату                         | 3. март 1995.        | Биљана Србљановић                                 | Бранко Балетић       |
| 16 | 16            | Вова                                  | 10. март 1995.       | Владислава Војновић                               | Милош Радовић        |
| 17 | 17            | Амнезија                              | 17. март 1995.       | Катарина Пејовић                                  | Михаило Вукобратовић |
| 18 | 18            |                                       | 24. март 1995.       | Иван М. Лалић                                     | Милош Радивојевић    |
| 19 | 19            | Ујка Тома                             | 31. март 1995.       | Биљана Србљановић                                 | Милош Радовић        |
| 20 | 20            | Тиха ноћ                              | 7. април 1995.       | Гордан Михић                                      | Милош Радивојевић    |
| 21 | 21            | Принц Алекса                          | 14. април 1995.      | Иван М. Лалић                                     | Милош Радовић        |
| 22 | 22            | Чији си ти, мали?                     | 21. април 1995.      | Биљана Србљановић                                 | Милош Радовић        |
| 23 | 23            | Театроманија                          | 28. април 1995.      | Милан Гутовић, Биљана Србљановић                  | Милош Радовић        |
| Друга сезона                                                                                                  |               |                                       |                      |                                                   |                      |
| 24 | 1             | Машина дваеспрвог века                | 5. мај 1995.         | Милан В. Пузић, Слободан Скерлић                  | Слободан Скерлић     |
| 25 | 2             | Тајни агент 007                       | 12. мај 1995.        | Иван М. Лалић                                     | Милош Радовић        |
| 26 | 3             | Антоан                                | 19. мај 1995.        | Мирослав Лекић, Катарина Пејовић                  | Мирослав Лекић       |
| 27 | 4             | Деда                                  | 26. мај 1995.        | Милан В. Пузић                                    | Мирослав Лекић       |
| 28 | 5             | Ветеринар                             | 2. јун 1995.         | Милан В. Пузић                                    | Мирослав Лекић       |
| 29 | 6             | Ловац                                 | 9. јун 1995.         | Мирослав Лекић                                    | Мирослав Лекић       |
| 30 | 7             | Оркестар                              | 16. јун 1995.        | Слободан Скерлић                                  | Слободан Скерлић     |
| 31 | 8             | Мува за Токио                         | 23. јун 1995.        | Мирослав Лекић                                    | Мирослав Лекић       |
| 32 | 9             | Бебе                                  | 30. јун 1995.        | Мирослав Лекић                                    | Мирослав Лекић       |
| 33 | 10            | Кристијан Зу против Танаска Рајића    | 7. јул 1995.         | Срђа Анђелић, Милош Радовић                       | Милош Радовић        |
| 34 | 11            | Слава                                 | 14. јул 1995.        | Биљана Србљановић                                 | Милош Радовић        |
| Трећа сезона                                                                                                  |               |                                       |                      |                                                   |                      |
| 35 | 1             | Рођендан                              | 22. април 2013.      | Иван Лалић                                        | Радивоје Андрић      |
| 36 | 2             | Не чује баба, сине                    | 29. април 2013.      | Милан В. Пузић                                    | Радивоје Андрић      |
| 37 | 3             | Диплома                               | 6. мај 2013.         | Златан Фазлагић                                   | Радивоје Андрић      |
| 38 | 4             | Избори                                | 13. мај 2013.        | Милан В. Пузић                                    | Радивоје Андрић      |
| 39 | 5             | Обука                                 | 20. мај 2013.        | Мирослав Лекић                                    | Мирослав Лекић       |
| 40 | 6             | Кућа затворених врата                 | 27. мај 2013.        | Слободан Скерлић                                  | Слободан Скерлић     |
| 41 | 7             | НГОизација                            | 25. септембар 2013.  | Милена Богавац                                    | Слободан Скерлић     |
| 42 | 8             | Журка                                 | 2. октобар 2013.     | Слободан Скерлић                                  | Слободан Скерлић     |
| 43 | 9             | Грешне Душе                           | 9. октобар 2013.     | Слободан Скерлић                                  | Слободан Скерлић     |
| 44 | 10            | Елита                                 | 16. октобар 2013.    | Златан Фазлагић                                   | Мирослав Лекић       |
| 45 | 11            | Житије Анкино                         | 23. октобар 2013.    | Златан Фазлагић                                   | Мирослав Лекић       |
| 46 | 12            | Кева                                  | 30. октобар 2013.    | Бојана Маљевић                                    | Слободан Скерлић     |
| 47 | 13            | Фенг шуи                              | 6. новембар 2013.    | Бојана Маљевић                                    | Михаило Вукобратовић |
| 48 | 14            | Нема нам спаса                        | 13. новембар 2013.   | Александра Костадиновић                           | Михаило Вукобратовић |
| 49 | 15            | Потврда                               | 20. новембар 2013.   | Слободан Скерлић                                  | Слободан Скерлић     |
| 50 | 16            | Побуна                                | 27. новембар 2013.   | Слободан Скерлић                                  | Слободан Скерлић     |
| Четврта сезона                                                                                                |               |                                       |                      |                                                   |                      |
| 51 | 1             | Идоли                                 | 26. март 2014.       | Милена Деполо                                     | Бобан Скерлић        |
| 52 | 2             | Субверзија                            | 2. април 2014.       | Маја Пелевић и Милан Марковић                     | Бобан Скерлић        |
| 53 | 3             | Мајка Храброст                        | 9. април 2014.       | Сташа Копривица                                   | Михаило Вукобратовић |
| 54 | 4             | Интервју                              | 16. април 2014.      | Горан Миленковић                                  | Бобан Скерлић        |
| 55 | 5             | Паракултурне формације                | 23. април 2014.      | Бобан Скерлић                                     | Бобан Скерлић        |
| 56 | 6             | Команданте Драг-Че                    | 30. април 2014.      | Бобан Скерлић                                     | Бобан Скерлић        |
| 57 | 7             | Хало беба                             | 7. мај 2014.         | Вида Поповић                                      | Душан Варда          |
| 58 | 8             | Двојке                                | 14. мај 2014.        | Вида Поповић                                      | Душан Варда          |
| 59 | 9             | Кривосуђе                             | 29. мај 2014.        | Горан Миленковић                                  | Михаило Вукобратовић |
| 60 | 10            | Правда за Воју                        | 4. јун 2014.         | Горан Миленковић и Владимир Андрић                | Михаило Вукобратовић |
| Премијерно емитовање преосталих 10 епизода четврте сезоне је обављено путем Јутјуб канала Монте ројал пикчерс |               |                                       |                      |                                                   |                      |
| 61 | 1             | Принчеви и принцезе - бљакс           | 4. октобар 2024.     | Владимир Андрић, Златан Фазлафић и Бојана Маљевић | Душан Варда          |
| 62 | 2             | Живот није необајка                   | 6. октобар 2024.     | Владимир Андрић и Бојана Маљевић                  | Душан Варда          |
| 63 | 3             | Раскиљников                           | 8. октобар 2024.     | Бобан Скерлић                                     | Бобан Скерлић        |
| 64 | 4             | Таблоид                               | 10. октобар 2024.    | Владимир Андрић и Златан Фазлафић                 | Михаило Вукобратовић |
| 65 | 5             | Тајфун                                | 12. октобар 2024.    | Златан Фазлафић и Бојана Маљевић                  | Михаило Вукобратовић |
| 66 | 6             | Стара српска реч за Прајд             | 14. октобар 2024.    | Миња Богавац                                      | Мирослав Лекић       |
| 67 | 7             | Напред у деведесете                   | 16. октобар 2024.    | Бојана Маљевић, Слоба Милошевић и Бобан Скерлић   | Бобан Скерлић        |
| 68 | 8             | Турбо медиј                           | 18. октобар 2024.    | Бојана Маљевић, Слоба Милошевић и Бобан Скерлић   | Бобан Скерлић        |
| 69 | 9             | Џингл белс                            | 20. октобар 2024.    | Милан В. Пузић                                    | Михаило Вукобратовић |
| 70 | 10            | Младенци                              | 22. октобар 2024.    | Милан В. Пузић                                    | Михаило Вукобратовић |